# Jodok z Moraw
Jodok z Moraw, Jobst z Moraw (ur. w 1350 lub 1354, zm. 18 stycznia 1411) – margrabia Moraw, margrabia brandenburski 1388-1411, książę Luksemburga 1388-1411, król niemiecki 1410-1411 w opozycji do Zygmunta Luksemburskiego.

## Życiorys
Pochodził z dynastii Luksemburgów. Był synem margrabiego morawskiego Jana Henryka i Małgorzaty z rodu Przemyślidów opawsko-raciborskich.  
Od 1375 współrządził Morawami wraz z bratem Prokopem, z którym toczył ustawiczną wojnę o hegemonię nad tą dzielnicą Królestwa Czech. W 1383 z nominacji Wacława IV został wikariuszem Włoch. Jako człowiek majętny potrafił wykorzystać swoją fortunę do własnych celów politycznych. Dzięki pożyczkom udzielanym krewnym powiększył swoją domenę. W wyniku umowy finansowej z 1386 otrzymał od Zygmunta Luksemburskiego w zastaw Brandenburgię. W 1388 zadłużony u niego Wacław IV oddał mu w zastaw Luksemburg. Pozwoliło to Jodokowi zbudować silne stronnictwo możnowładcze (Jednota Pańska), którego celem stało się odsunięcie od władzy króla w Czechach. W 1394 Jodok doprowadził do uwięzienia Wacława IV i przejął na rok faktyczną władzę w królestwie. Dążąc do detronizacji kuzyna zawiązał także sojusz polityczny z pretendującym do tronu niemieckiego Ruprechtem III Wittelsbachem i włączył się w wir polityki sukcesji tronu w Niemczech. W 1410 został przez część elektorów wybrany na króla niemieckiego przeciwko spadkobiercy Wacława IV, Zygmuntowi Luksemburskiemu. Władzy w Rzeszy nie udało mu się jednak przejąć, gdyż zmarł nagle w 1411. 
Zdaniem starszej literatury Jodok był dwukrotnie żonaty. Jego pierwszą żoną była Elżbieta, córka Władysława Opolczyka (urodzona w 1360 r., zmarła przed 1374). Po raz drugi ożenił się z Agnieszką córką Bolesława II opolskiego. Zdaniem nowszej literatury Jodok zawarł tylko jedno małżeństwo z Agnieszką, która używała także imienia Elżbieta. Jodok zmarł bezpotomnie.

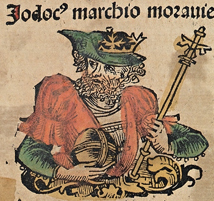
Jodok z Moraw (ilustracja z Kroniki norymberskiej)

## Przypisy

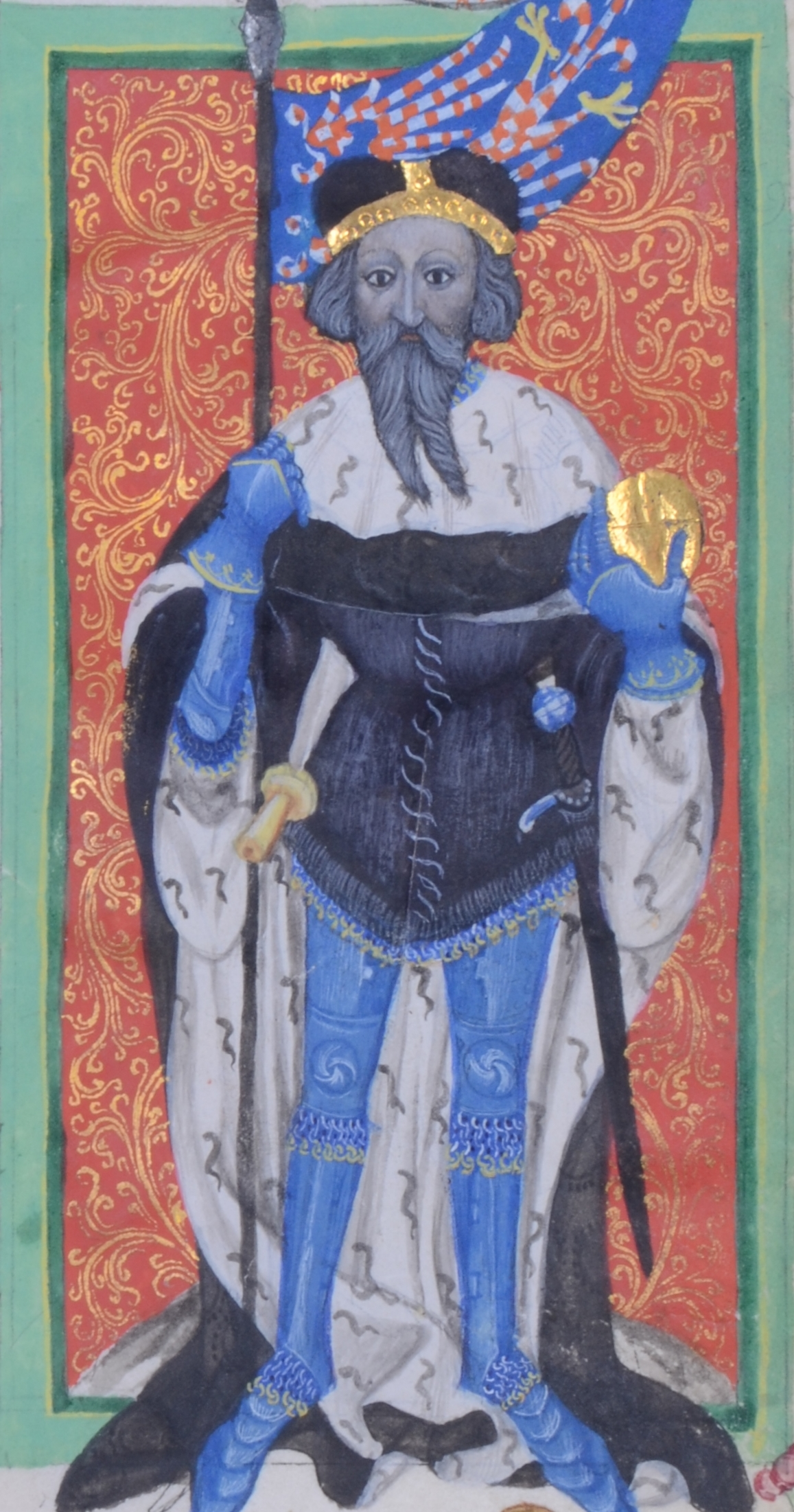
Jodok z Moraw (XV wiek)